# اچ‌ام‌اس سلن (پی۲۵۴)
اچ‌ام‌اس سلن (پی۲۵۴) (به انگلیسی: HMS Selene (P254)) یک زیردریایی بود که طول آن ۲۱۷ فوت (۶۶ متر) بود. این زیردریایی در سال ۱۹۴۴ ساخته شد.